# 彦根屏風

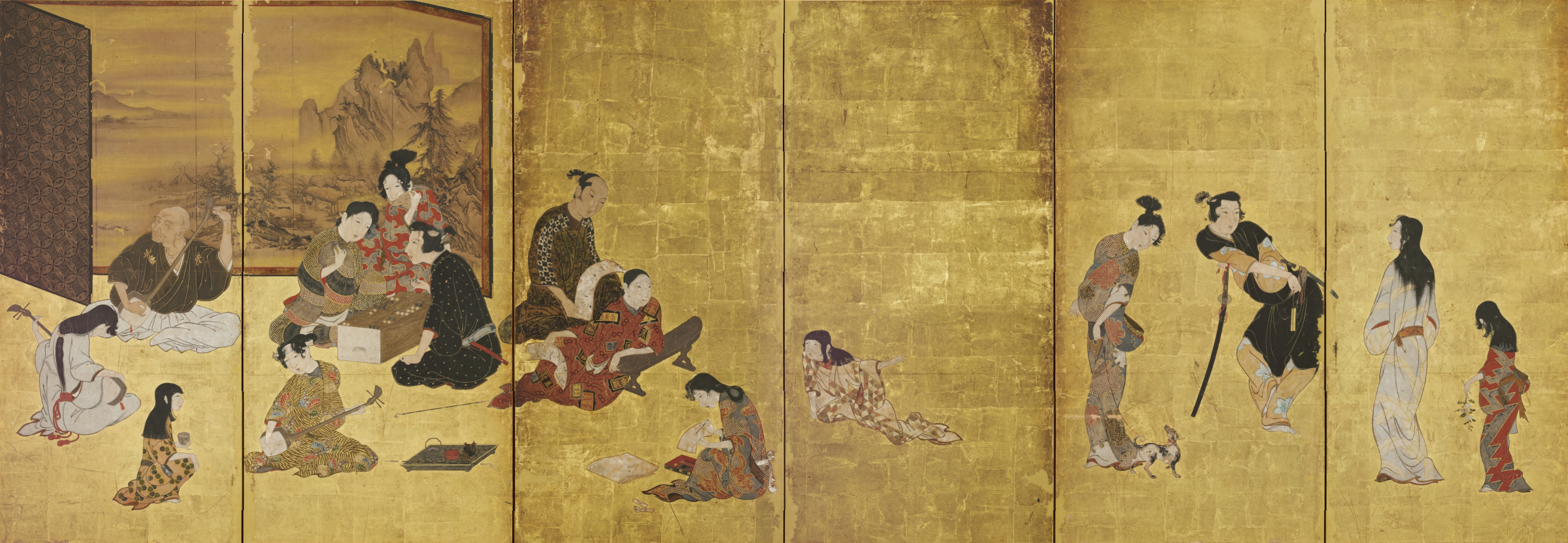
彦根屏風

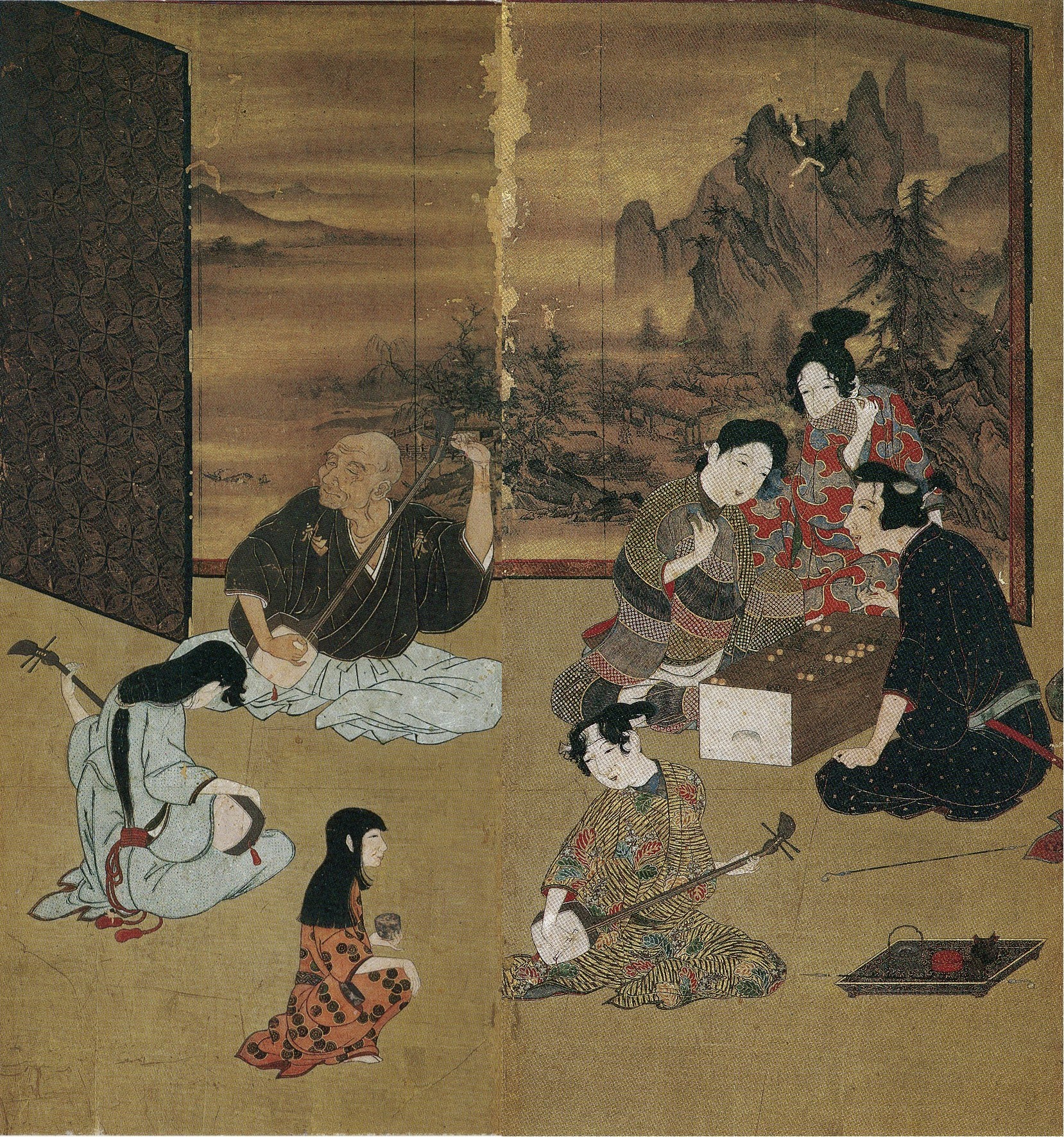
彦根屏風（第5・6扇）

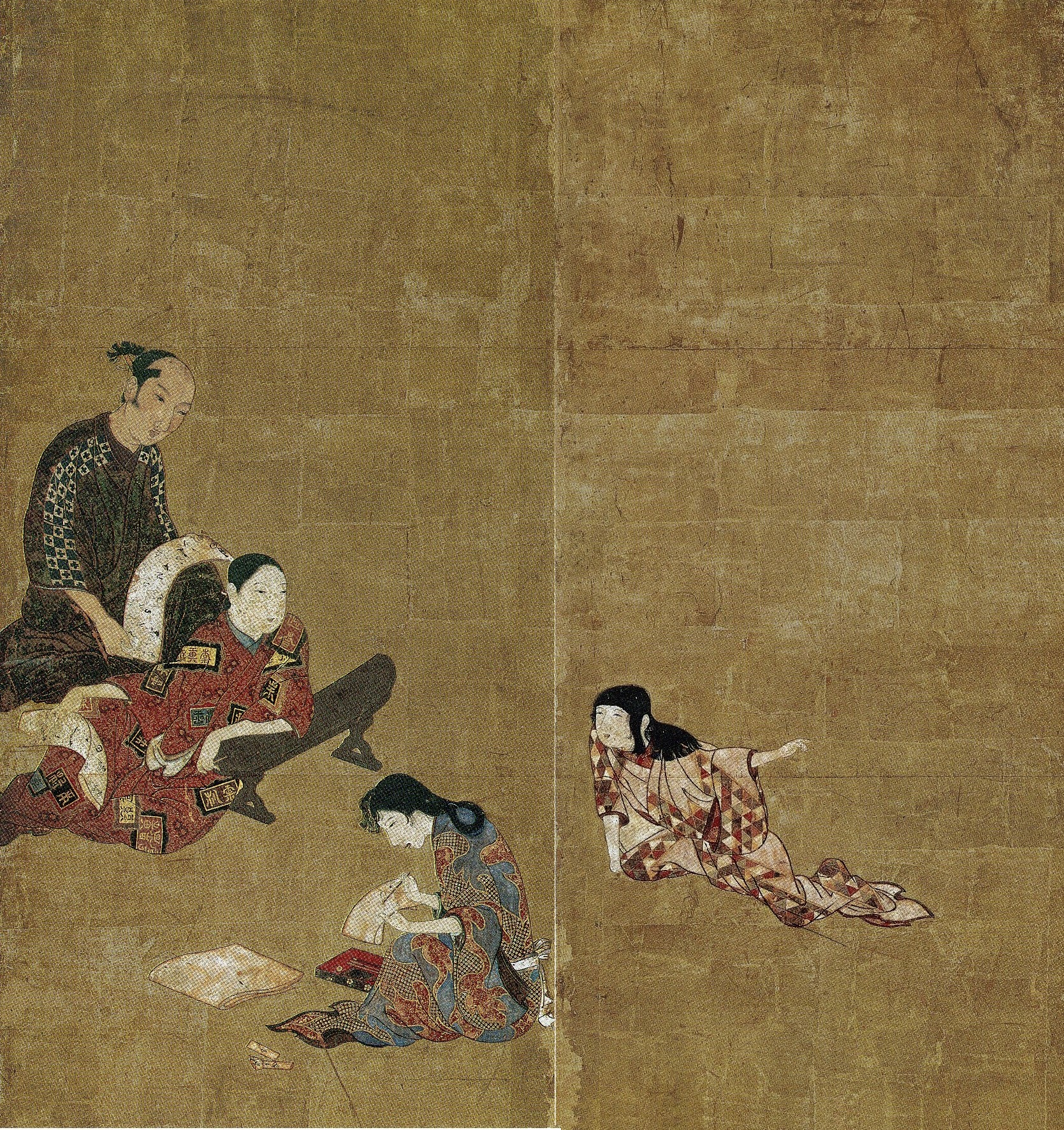
彦根屏風（第3・4扇）

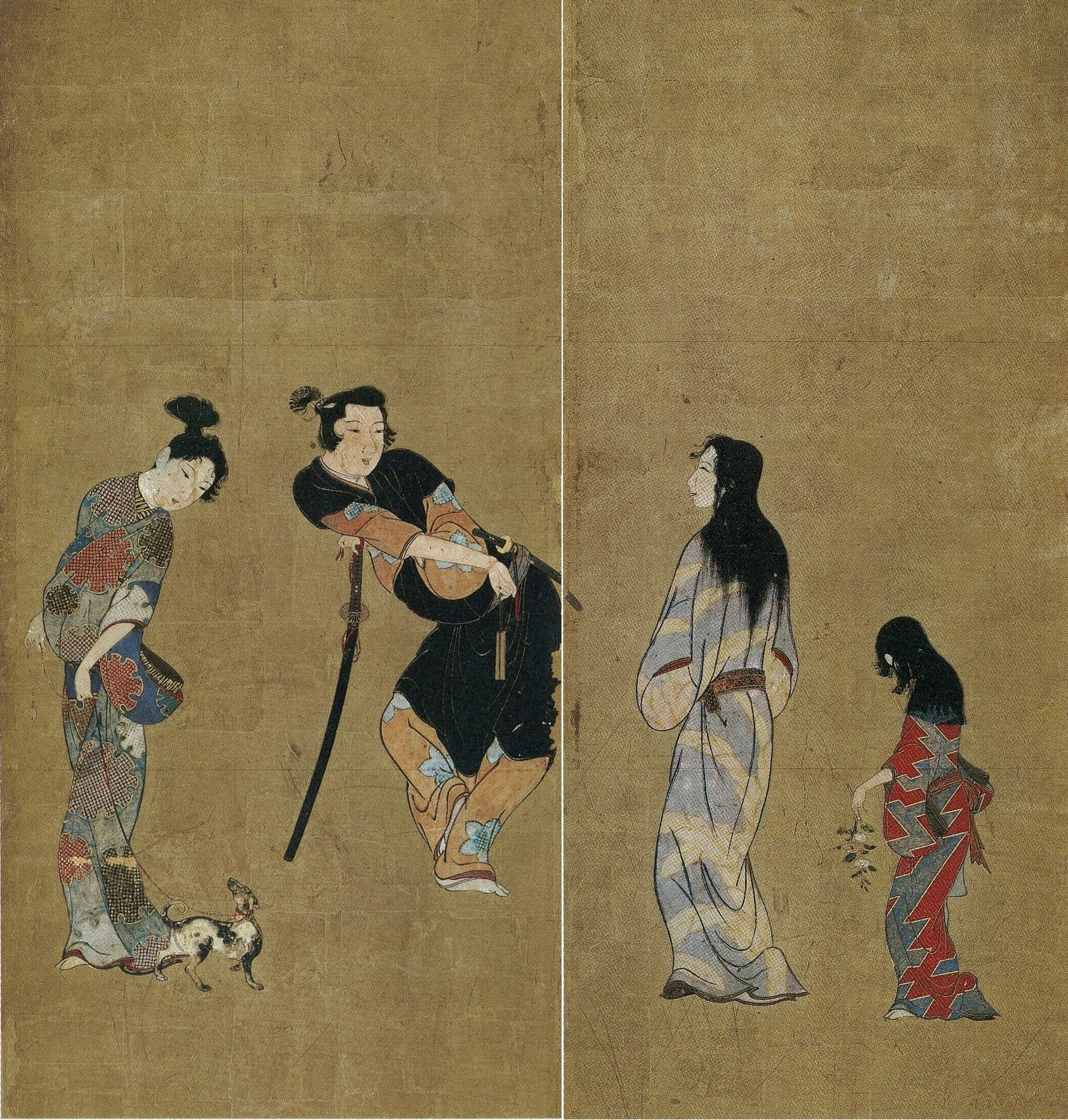
彦根屏風（第1・2扇）

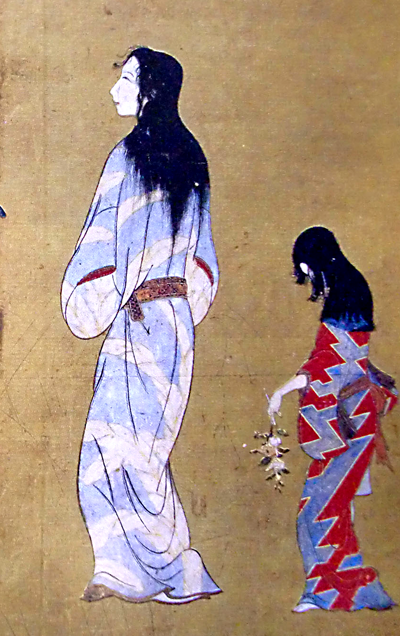
彦根屏風（部分）右の少女は銀青地に朱の稲妻文、左の女性は芭蕉文の小袖を着用（第1扇）

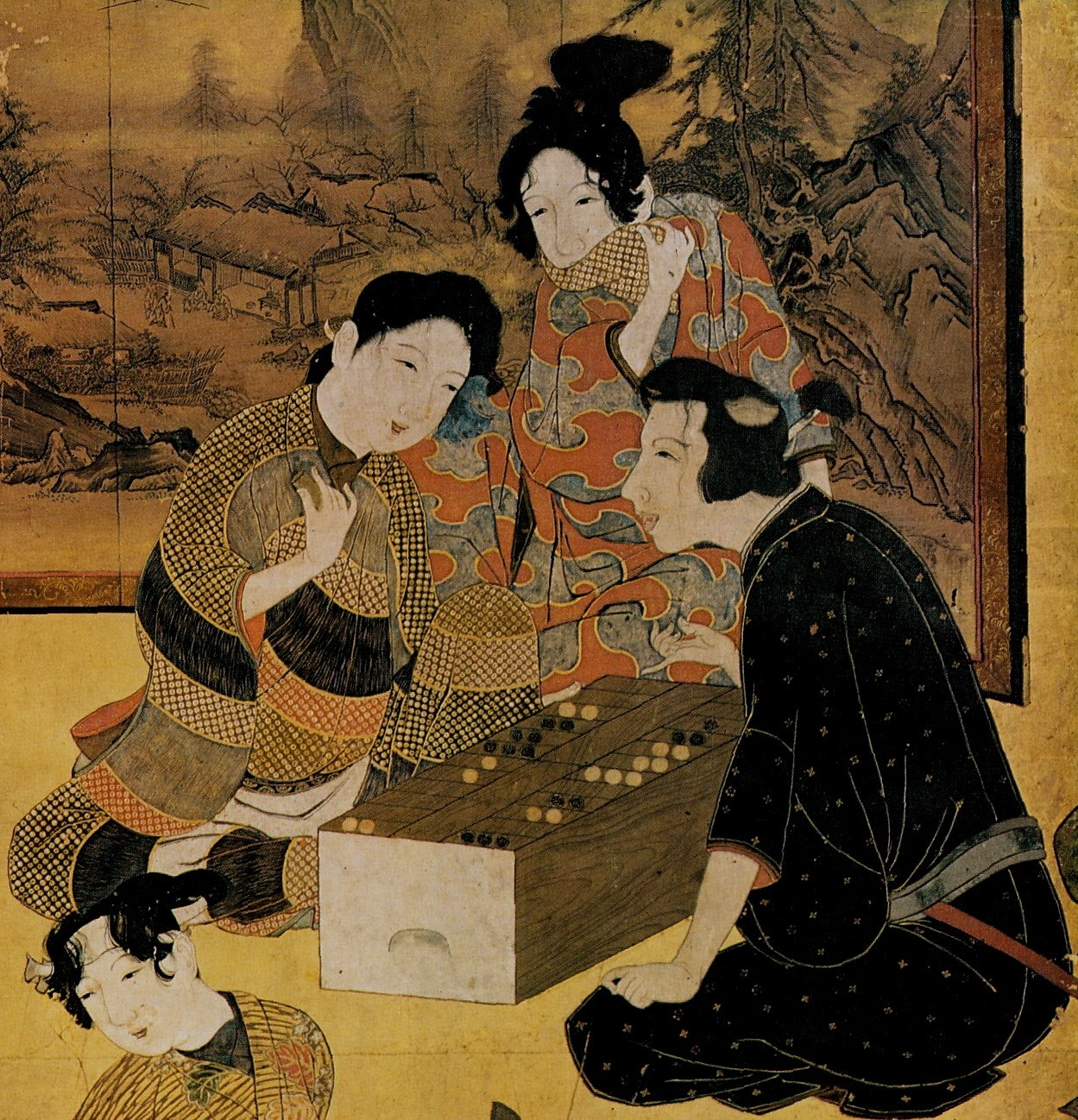
彦根屏風（部分）双六に興じる男女（第5扇）

彦根屏風（ひこねびょうぶ）は、江戸時代初期に描かれた風俗画。紙本金地著色、六曲一隻、縦94.0cm横271.0 cm（本紙のみ）の中屏風画である。昭和30年（1955年）に国宝に指定。国宝指定名称は「紙本金地著色風俗図（彦根屏風）」。滋賀県・彦根市所蔵、彦根城博物館保管。近世初期風俗画の代表作の1つで、浮世絵の源流とも言われる。

## 概要
描かれた場面は近世初期、京都六条柳町（通称三筋町）の遊里である。当時、六条柳町の太夫は同時に四条河原町で演じられる遊女歌舞伎の演者でもあった。こうした遊里や歌舞伎といった享楽的で華やかな題材にもかかわらず、絵にはどこか冷たく寂しげな雰囲気が漂う。制作年代は、類品との比較や金地の使い方などから、寛永年間、特に寛永6年（1629年）前後から11年（1634年）の間だと推測される。この時代、風紀の取り締まりが厳しくなっていき、絵のような情景は急速に失われつつあった。この絵の発注者及び絵師は、かつて自分たちが楽しみ、今無くなりつつある情景を追憶するために制作されたとも推測できる。
画中の形式を観察すると、中国の文人たちの「雅」な遊び「琴棋書画」を、当世日本の「俗」な物に置き換えられている事が指摘できる。即ち、琴は三味線、棋（囲碁）はすごろく、書は艶文、画は画中屏風の山水画、にそれぞれ見立てられている。こうした趣向は近世絵画では珍しいことではないが、彦根屏風はその最初期の作例であり、後の浮世絵にも受け継がれている。

## 伝来
彦根屏風の名は、彦根藩井伊家に伝わったことによる。しかし井伊家に入ったのはそう古くはなく、幕末の大老井伊直弼か、その一代前で直弼の兄井伊直亮の時代だったとされる。直弼の代とする説は明治期に出た話で、この頃井伊家は安政の大獄などで世評の低い直弼を持ち上げる談話が多く、額面通り受け取ることは出来ず、大名茶人として「一期一会」を説くなど、どちらかと言うと禁欲的な直弼の性格にもそぐわない。一方、直亮は洗練された美意識をもち、趣味も広く、刀剣や楽器、能道具、茶道具、更に時計やオルゴールなどを大量に収集している事を考えると、彦根屏風は直亮にこそ相応しい。彦根屏風は長く「捲り」の状態で伝来したが、大掛かりな修復をした終え、屏風に貼り込む寸前で作業を中断して「捲り」の状態になったことがわかっており、黒漆塗の三重箱に春慶塗の外箱まで付け厳重に収納されている。こうした点を踏まえると、屏風を所有していた直亮はこれに相応しい表具をしようとしたが、完成間近で亡くなり、跡を継いだ直弼は先代とは肌が合わなかったため表具を完成させる事はなく、彦根屏風は捲りの状態で厳重に封印されたとも考えられる。
井伊家に入る前の伝来は不明だが、江戸中期の浮世絵師・羽川珍重は屏風の刀にもたれる若衆と指差す少女を原本に忠実に写しており、狩野派（江戸狩野）の一派・木挽町狩野家に彦根屏風の粉本が伝わっていることから、江戸の裕福な町家にあった可能性が高い。17世紀中頃には既に翻案作品が描かれ、江戸時代を通じて模写や翻案がされていることから、古くから名品として知られていたようだ。特に幕末・明治に活躍した絵師・漆芸家の柴田是真は、何度も本作に想を取った絵を描いており、彦根屏風に並々ならぬ関心を持っていたことが窺える。是真の子や弟子からの聞き書きを元に是真の前半生を綴った文献 によると、彦根屏風を「発見」したのは是真だったとも言われている。毎年4月頃に所蔵先の彦根城博物館で公開され、それ以外の時期は複製を展示している。

## 作者
作者は、明治中頃まで近世初期風俗画の常で岩佐又兵衛とされていた。しかし、又兵衛とは人物描写や画中の山水画法などが異なり、現在は狩野派絵師の手になるというのが見方が強い。ただ、狩野派の誰かまでは特定できず、狩野山楽や狩野興以あるいは狩野長信などの説が出ているものの、大勢の支持を得るまでには至っていない。とは言え、画中人物の髪や着物の文様に顕著に見られるフェティシズムを感じさせるほどの細密描写や、当時から150年も前に流行した周文様式の山水画を画中画においてほぼ完璧に描きこなしている点などから、この絵師が高い技量を持っていたことは確実である。